# استوارت بیتی
استوارت بیتی (انگلیسی: Stuart Beattie؛ زادهٔ ۱۹۷۲ (۵۲–۵۳ سال)) یک فیلم‌نامه‌نویس و کارگردان اهل استرالیا است. وی از سال ۱۹۹۷ میلادی تاکنون مشغول فعالیت بوده‌است.

## فیلم‌شناسی
- جوی (۱۹۹۷)
- محافظ (۱۹۹۸)
- کیک (۱۹۹۹)
- دزدان دریایی کارائیب: نفرین مروارید سیاه (۲۰۰۳)
- وثیقه (۲۰۰۴)
- خارج از خط (۲۰۰۵)
- پیام‌رسانان (۲۰۰۷)
- ۳۰ روز شب (۲۰۰۷)
- مجازاتگر: منطقه جنگ (بازنویس) (۲۰۰۸)
- استرالیا (۲۰۰۸)
- جی.آی.جو: ظهور کبرا (۲۰۰۹)
- فردا، هنگامی که جنگ آغاز شد (نویسنده و کارگردان) (۲۰۱۰)
- من، فرانکنشتاین (نویسنده و کارگردان) (۲۰۱۴)[۱][۲][۳]
- تارزان (نویسنده) (۲۰۱۶)
- ۳۰۰۱: ادیسه نهایی (نویسنده و تهیه کننده)[۴]